# Борисов, Василий Андреевич
Василий Андреевич Борисов — советский государственный и политический деятель, председатель Калининградского областного исполнительного комитета.

## Биография
Родился в 1909 году в Смоленской губернии. Член ВКП(б) с 1930 года.
С 1926 года — на хозяйственной и политической работе. В 1926—1969 гг. — практикант, ткацкий подмастер, старший ткацкий подмастер, мастер, начальник цеха, помощник заместителя заведующего Ярцевской прядильно-ткацкой фабрикой имени В. М. Молотова, председатель Западного областного бюро Инженерно-технической секции Западного областного Союза текстильщиков, заведующий ткацкой фабрикой имени РККА и РККФ, Яхромской прядильно-ткацкой фабрики, директор Яхромской прядильно-ткацкой фабрики, заместитель председателя Исполнительного комитета Московского областного Совета, начальник Кёнигсбергского — Калининградского областного управления по гражданским делам, председатель Исполнительного комитета Калининградского областного Совета, заместитель министра местной промышленности РСФСР, директор Экспериментальной фабрики щипковых инструментов.
Избирался депутатом Верховного Совета РСФСР 2-го созыва.
Умер в 1969 году в Москве.